# Wim Jonk
Wilhelmus Maria "Wim" Jonk (ur. 12 października 1966 w Volendamie) – holenderski piłkarz, grający na pozycji stopera, defensywnego pomocnika lub rozgrywającego.

## Kariera klubowa
Był zawodnikiem m.in. PSV Eindhoven, Ajaksu Amsterdam i Interu Mediolan. Z dwoma pierwszymi triumfował w rozgrywkach o mistrzostwo Holandii, a z dwoma ostatnimi zwyciężył w Pucharze UEFA.

## Kariera reprezentacyjna
W reprezentacji Holandii od 1992 do 1999 roku rozegrał 49 meczów i strzelił 11 goli – IV miejsce na mistrzostwach świata 1998 oraz ćwierćfinał mistrzostw świata 1994.

## Sukcesy piłkarskie
- mistrzostwo Holandii 1990, 1997
- Puchar Holandii 1993, 1996
- Superpuchar Holandii 1997, 1998
- Puchar UEFA 1992, 1994